# مال شهاب
مال شهاب (بالفارسية: مال‌شهاب) هي قرية تقع في قسم ليراوي الشمالي الريفي (مقاطعة ديلم) في إيران. يقدر عدد سكانها بـ 73 نسمة بحسب إحصاء 2016.